# Los Angeles Chargers 2018
La stagione 2018 dei Los Angeles Chargers è stata la 49ª della franchigia nella National Football League, la 59ª complessiva e la seconda con Anthony Lynn come capo-allenatore. È anche la seconda stagione dal ritorno dei Chargers a Los Angeles dove avevano disputato la loro stagione inaugurale nel 1960. Con una vittoria in rimonta sui Chiefs nell'anticipo del 15º turno la squadra si è qualificata per i primi playoff dal 2013. Nel primo turno ha battuto i Ravens ma è stata eliminata nel successivo dai Patriots.
Il 9 ottobre 2018, il proprietario dei Chargers Alex Spanos morì all'età di 95 anni.

## Scelte nel Draft 2018
| Scelte dei Chargers nel Draft 2018 |        |                    |       |               |                      |
| Giro                               | Scelta | Giocatore          | Ruolo | College       | Note                 |
| 1                                  | 17     | Derwin James       | S     | Florida State |                      |
| 2                                  | 48     | Uchenna Nwosu      | LB    | USC           |                      |
| 3                                  | 84     | Justin Jones       | DT    | NC State      |                      |
| 4                                  | 119    | Kyzir White        | S     | West Virginia |                      |
| 5                                  | 155    | Scott Quessenberry | C     | UCLA          |                      |
| 6                                  | 191    | Dylan Cantrell     | WR    | Texas Tech    |                      |
| 7                                  | 251    | Justin Jackson     | RB    | Northwestern  | Scelta compensatoria |

## Staff
| Staff dei Los Angeles Chargers nel 2018 |
| --- |
| Organi dirigenziali - Proprietario: Alex Spanos - Presidente: Dean Spanos - CEO: Dean Spanos - General manager: Tom Telesco Capo allenatore - Anthony Lynn Altri allenatori - Preparatore atletico – John Lott - Assistente p.a. – Jonathan Brooks - Assistente p.a. - Larry Jackson Allenatori dell'attacco - Coordinatore dell'attacco: Ken Whisenhunt - Quarterback: Shane Steichen - Running back: Alfredo Roberts - Wide Receiver: Nick Sirianni - Tight End: John McNulty - Offensive Line: Pat Meyer - Assistente Offensive Line: James Cregg Allenatori della difesa - Coordinatore della difesa: Gus Bradley - Defensive Line: Giff Smith - Linebacker: Richard Smith - Secondary: Ron Milus - Assistente Secondary: Chris Harris - Assistente difesa – D'Anton Lynn Allenatori dello special team - Assistente dello Special Team: Marquice Williams |

## Roster
| Roster dei Los Angeles Chargers nel 2018 |
| --- |
| Quarterback - 17 Philip Rivers - 3 Geno Smith Running Back - 30 Austin Ekeler - 28 Melvin Gordon - 38 Detrez Newsome - 34 Derek Watt FB Wide Receiver - 13 Keenan Allen - 12 Travis Benjamin - 11 Geremy Davis - 89 J.J. Jones - 81 Mike Williams - 16 Tyrell Williams Tight End - 80 Sean Culkin - 85 Antonio Gates - 88 Virgil Green Offensive Linemen - 72 Joseph Barksdale T - 66 Dan Feeney G - 77 Forrest Lamp G - 76 Russell Okung T - 53 Maurkice Pouncey C - 61 Scott Quessenberry G - 75 Michael Schofield G - 69 Sam Tevi T - 64 Cole Toner G Defensive Linemen - 99 Joey Bosa DE - 54 Melvin Ingram DE - 91 Justin Jones DT - 46 Chris Landrum DE - 90 T.Y. McGill NT - 92 Brandon Mebane DT - 93 Darius Philon DE - 98 Isaac Rochell DE - 71 Damion Square DT Linebacker - 57 Jatavis Brown OLB - 48 Nick Dzubnar MLB - 56 Emmanuel Ellerbee OLB - 51 Kyle Emanuel OLB - 58 Uchenna Nwosu OLB - 52 Denzel Perryman MLB - 44 Kyzir White OLB Defensive Back - 37 Jahleel Addae SS - 43 Michael Davis CB - 36 Brandon Facyson CB - 26 Casey Hayward CB - 33 Derwin James S - 25 Rayshawn Jenkins FS - 20 Desmond King CB - 29 Craig Mager CB - 31 Adrian Phillips SS - 42 Trevor Williams CB Special Team - 8 Drew Kaser P - 6 Caleb Sturgis K - 47 Mike Windt LS Lista delle riserve - 67 Brett Boyko G (IR) - 60 Zachary Crabtree T (IR) - 35 Russell Hansbrough RB (IR) - 86 Hunter Henry TE (PUP) - 82 Cole Hunt TE (IR) - 94 Corey Liuget DT (Sospeso) - 42 Austin Roberts TE (IR) - 10 Artavis Scott WR (IR) - 22 Jason Verrett CB (IR) - 27 Jaylen Watkins SS (IR) Squadra di allenamento - 96 Patrick Afriyie DE - 84 Dylan Cantrell WR - 83 Thomas Duarte TE - 45 A.J. Hendy SS - 59 D'Juan Hines LB - 32 Justin Jackson RB - 7 Cardale Jones QB - 15 Andre Patton WR - 70 Steven Richardson DT - 68 Trent Scott T Roster aggiornato al 5 settembre 2018 53 attivi, 6 inattivi, 10 nella squadra di allenamento |
| Legenda - I rookie sono in corsivo. - Il primo ruolo è il principale mentre gli eventuali successivi indicano i ruoli secondari. - (IR) sta per Injured Reserve ed indica la lista ristretta per un solo giocatore infortunato che può tornare ad allenarsi dopo la settimana 6 e a rientrare in prima squadra dopo che questa ha giocato 8 partite. - (NF-Inj.) / (NF-Ill.) stanno rispettivamente per Non-Football Injured e Non-Football Illness ed indicano le liste dove viene inserito un giocatore che ha un infortunio o una malattia non dipendente dal football americano. - (PUP) sta per Physically Unable to Perform ed indica la lista dove viene inserito un giocatore mentre è in attesa di recuperare la condizione fisica. Nella stagione regolare dopo la sesta partita giocata dalla propria squadra, il giocatore ha tempo tre settimane per riprendere ad allenarsi, più tre settimane aggiuntive dal suo rientro agli allenamenti per rientrare in prima squadra. |

## Calendario

### Stagione regolare
Il calendario della stagione è stato annunciato il 19 aprile 2018.
| Stagione regolare |                        |                    |                    |                                 |                    |
| Turno             | Avversario             | Risultato          | Record             | Stadio                          | Sintesi            |
| 1                 | Kansas City Chiefs     | S 28–38            | 0–1                | StubHub Center                  | Recap              |
| 2                 | at Buffalo Bills       | V 31–20            | 1–1                | New Era Field                   | Recap              |
| 3                 | at Los Angeles Rams    | S 23–35            | 1–2                | Los Angeles Memorial Coliseum   | Recap              |
| 4                 | San Francisco 49ers    | V 29–27            | 2–2                | StubHub Center                  | Recap              |
| 5                 | Oakland Raiders        | V 26–10            | 3–2                | StubHub Center                  | Recap              |
| 6                 | at Cleveland Browns    | V 38–14            | 4–2                | FirstEnergy Stadium             | Recap              |
| 7                 | Tennessee Titans       | V 20–19            | 5–2                | Wembley Stadium                 | Recap              |
| 8                 | Settimana di pausa     | Settimana di pausa | Settimana di pausa | Settimana di pausa              | Settimana di pausa |
| 9                 | at Seattle Seahawks    | V 25–17            | 6–2                | CenturyLink Field               | Recap              |
| 10                | at Oakland Raiders     | V 20–6             | 7–2                | Oakland–Alameda County Coliseum | Recap              |
| 11                | Denver Broncos         | L 22–23            | 7–3                | StubHub Center                  | Recap              |
| 12                | Arizona Cardinals      | V 45–10            | 8–3                | StubHub Center                  | Recap              |
| 13                | at Pittsburgh Steelers | V 33–30            | 9–3                | Heinz Field                     | Recap              |
| 14                | Cincinnati Bengals     | V 26–21            | 10–3               | StubHub Center                  | Recap              |
| 15                | at Kansas City Chiefs  | V 29–28            | 11–3               | Arrowhead Stadium               | Recap              |
| 16                | Baltimore Ravens       | S 10–22            | 11–4               | StubHub Center                  | Recap              |
| 17                | at Denver Broncos      | V 23–9             | 12–4               | Broncos Stadium at Mile High    | Recap              |

Note
- Gli avversari della propria division sono in grassetto.

## Classifiche

### Division
| AFC West                 | AFC West | AFC West | AFC West | AFC West | AFC West | AFC West | AFC West | AFC West |
| vedi • disc. • mod.      | V        | S        | P        | PCT      | DIV      | CONF     | PF       | PS       |
| ------------------------ | -------- | -------- | -------- | -------- | -------- | -------- | -------- | -------- |
| x – Kansas City Chiefs   | 12       | 3        | 0        | .786     | 4–1      | 9–2      | 499      | 380      |
| x – Los Angeles Chargers | 12       | 4        | 0        | .733     | 3–2      | 8–3      | 405      | 320      |
| Denver Broncos †         | 6        | 8        | 0        | .429     | 2–2      | 4–6      | 306      | 299      |
| Oakland Raiders †        | 4        | 12       | 0        | .250     | 0–4      | 2–8      | 260      | 418      |

### Conference
| American Football Conference           | American Football Conference | American Football Conference | American Football Conference | American Football Conference | American Football Conference | American Football Conference | American Football Conference | American Football Conference | American Football Conference | American Football Conference |
| Pos.                                   | Squadra                      | Division                     | V                            | S                            | P                            | PCT                          | DIV                          | CONF                         | SOS                          | SOV                          |
| -------------------------------------- | ---------------------------- | ---------------------------- | ---------------------------- | ---------------------------- | ---------------------------- | ---------------------------- | ---------------------------- | ---------------------------- | ---------------------------- | ---------------------------- |
| Capolista di Division                  |                              |                              |                              |                              |                              |                              |                              |                              |                              |                              |
| 1                                      | Kansas City Chiefs           | West                         | 12                           | 4                            | 0                            | .750                         | 5–1                          | 10–2                         | .480                         | .401                         |
| 2                                      | New England Patriots         | East                         | 11                           | 5                            | 0                            | .688                         | 5–1                          | 8–4                          | .482                         | .494                         |
| 3                                      | Houston Texans               | South                        | 11                           | 5                            | 0                            | .688                         | 4–2                          | 9–3                          | .471                         | .435                         |
| 4                                      | Baltimore Ravens             | North                        | 10                           | 6                            | 0                            | .625                         | 3–3                          | 8–4                          | .496                         | .450                         |
| Wild Card                              |                              |                              |                              |                              |                              |                              |                              |                              |                              |                              |
| 5                                      | Los Angeles Chargers         | West                         | 12                           | 4                            | 0                            | .750                         | 4–2                          | 9–3                          | .477                         | .422                         |
| 6                                      | Indianapolis Colts           | South                        | 10                           | 6                            | 0                            | .625                         | 4–2                          | 7–5                          | .465                         | .456                         |
| Non qualificati per i play-off         |                              |                              |                              |                              |                              |                              |                              |                              |                              |                              |
| 7                                      | Pittsburgh Steelers          | North                        | 9                            | 6                            | 1                            | .594                         | 4–1–1                        | 6–5–1                        | .504                         | .448                         |
| 8                                      | Tennessee Titans             | South                        | 9                            | 7                            | 0                            | .563                         | 3–3                          | 5–7                          | .520                         | .465                         |
| 9                                      | Cleveland Browns             | North                        | 7                            | 8                            | 1                            | .469                         | 3–2–1                        | 5–6–1                        | .516                         | .411                         |
| 10                                     | Miami Dolphins               | East                         | 7                            | 9                            | 0                            | .438                         | 4–2                          | 6–6                          | .469                         | .446                         |
| 11                                     | Denver Broncos               | West                         | 6                            | 10                           | 0                            | .375                         | 2–4                          | 4–8                          | .523                         | .464                         |
| 12                                     | Cincinnati Bengals           | North                        | 6                            | 10                           | 0                            | .375                         | 1–5                          | 4–8                          | .535                         | .448                         |
| 13                                     | Buffalo Bills                | East                         | 6                            | 10                           | 0                            | .375                         | 2–4                          | 4–8                          | .523                         | .411                         |
| 14                                     | Jacksonville Jaguars         | South                        | 5                            | 11                           | 0                            | .313                         | 1–5                          | 4–8                          | .549                         | .463                         |
| 15                                     | New York Jets                | East                         | 4                            | 12                           | 0                            | .250                         | 1–5                          | 3–9                          | .506                         | .438                         |
| 16                                     | Oakland Raiders              | West                         | 4                            | 12                           | 0                            | .250                         | 1–5                          | 3–9                          | .547                         | .406                         |
| Criteri di spareggio                   |                              |                              |                              |                              |                              |                              |                              |                              |                              |                              |
| 1. 2. 3. 4. 5. 6. 7. 8. 9. 10.         |                              |                              |                              |                              |                              |                              |                              |                              |                              |                              |
| Legenda                                |                              |                              |                              |                              |                              |                              |                              |                              |                              |                              |
| w — wild card ottenuta                 |                              |                              |                              |                              |                              |                              |                              |                              |                              |                              |
| x — partecipazione ai playoff ottenuta |                              |                              |                              |                              |                              |                              |                              |                              |                              |                              |
| y — campioni di division               |                              |                              |                              |                              |                              |                              |                              |                              |                              |                              |
| z — salto del primo turno di play-off  |                              |                              |                              |                              |                              |                              |                              |                              |                              |                              |
| * — vantaggio del campo ottenuto       |                              |                              |                              |                              |                              |                              |                              |                              |                              |                              |

## Premi

### Premi settimanali e mensili
- Desmond King:

difensore della AFC della settimana 9
giocatore degli special team della AFC della settimana 13
- Philip Rivers:

giocatore offensivo della AFC della settimana 12
quarterback della settimana 11
quarterback della settimana 15
- Michael Badgley:

giocatore degli special team della AFC della settimana 14
- Mike Williams:

giocatore offensivo della AFC della settimana 15